# 서낙동강
서낙동강(西洛東江)은 원래 낙동강 본류였으나, 대저수문과 녹산수문이 건설된 이후 본류와 분리되어 생기게 된 강이다.
부산광역시 강서구 대저1동과 경상남도 김해시 대동면을 연결하는 대저수문에서 시작하여 부산광역시 강서구 명지동과 녹산동을 연결하는 녹산수문까지 이어진다. 지류로는 조만강, 지사천, 맥도강, 평강천, 예안천, 신어천, 주중천 등이 있다.

## 같이 보기
- 대한민국의 지리
- 낙동강